# لورین (کانزاس)
لورین (به انگلیسی: Lorraine) شهری در ایالت کانزاس کشور ایالات متحده آمریکا است که جمعیت آن در سرشماری سال ۲۰۱۰ میلادی، ۱۳۸ نفر بوده‌است.